# Michiel de Vaan
Michiel Arnoud Cor de Vaan (Son en Breugel, Países Bajos, 1973) es un lingüista e indoeuropeísta de Países Bajos. Dedicado al estudio de las lenguas indoeuropeas, la lingüística histórica y la dialetología en la Universidad de Leiden hasta 2014, cuando pasó a formar parte de la Universidad de Lausana, en Suiza. De Vaan estuvo en la Universidad de Leiden desde 1991, primero como alumno y después como profesor.

## Trayectoria
Ha publicado extensivamente sobre lingüística y filología de idiomas como el limburguês, el neerlandés, el alemán, el albanés, las lenguas indoiranias o las lenguas indoeuropeas. Autor de más de 100 artículos, escribió varios libros y colaboró con el Diccionario etimológico del latín y de las lenguas itálicas y con el proyecto del Diccionario etimológico indoeuropeo impulsado por la Universidad de Leiden.

## Libros
- Con Javier Martínez: Introducción al avéstico, Ediciones Clásicas, Madrid, 2001, 140 págs.
- The Avestan vowels, Rodopi, Amsterdam/Atlanta, 2003, 710 págs.
- Germanic tone accents. Proceedings of the First International Workshop on Franconian Tone Accents, Leiden, 13-14 de junio de 2003. Franz Steiner Verlag, Stuttgart, 2006. (coordinador; = Zeitschrift für Dialektologie und Linguistik, núm. 131)
- Etymological dictionary of Latin and the other Italic languages, Brill, Leiden, 2008. 825 págs.
- con Alexander Lubotsky: Van Sanskriet tot Spijkerschrift. Breinbrekers uit alle talen, Amsterdam University Press, Amsterdam, 2010.
- Beekes, Robert Stephen Paul: Comparative Indo-European linguistics. an introduction, 2.ª ed., revisada y corregida por Michiel de Vaan, John Benjamins, Amsterdam / Philadelphia, 2011.
- Con Rolf H. Bremmer Jr: Sporen van het Fries en de Friezen in Noord-Holland, 2012. (= It Beaken: Tijdschrift van de Fryske Akademy, núm. 74). (actas de conferencia)
- The dawn of Dutch. Language contact in the western Low Countries before 1200, John Benjamins, 2017, 613 págs.